# Obertor (Düren)

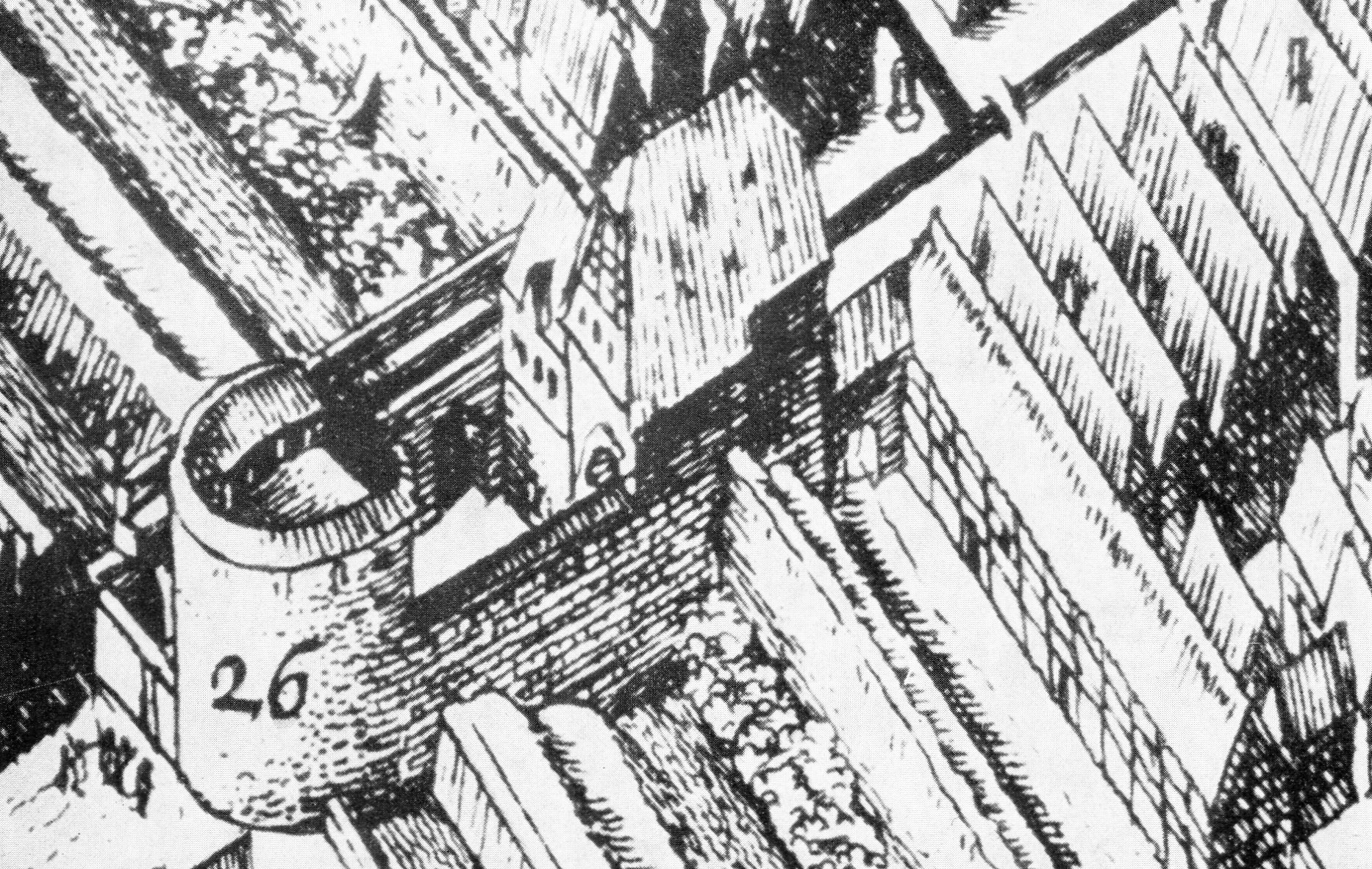
Das Obertor von 1657

Das im Jahre 1317 erstmals erwähnte Obertor war ein Stadttor in Düren in Nordrhein-Westfalen. Es befand sich südlich der Stadt an der Einmündung der Oberstraße in die Bonner Straße und war Teil der Dürener Stadtbefestigung.
Das Turmtor hatte einen Fachwerkaufbau. Der Unterbau wurde Ende des 14. Jahrhunderts erbaut, der Aufbau im 15./16. Jahrhundert. 1822 wurde das Tor niedergelegt.